# ワグネル・グループ

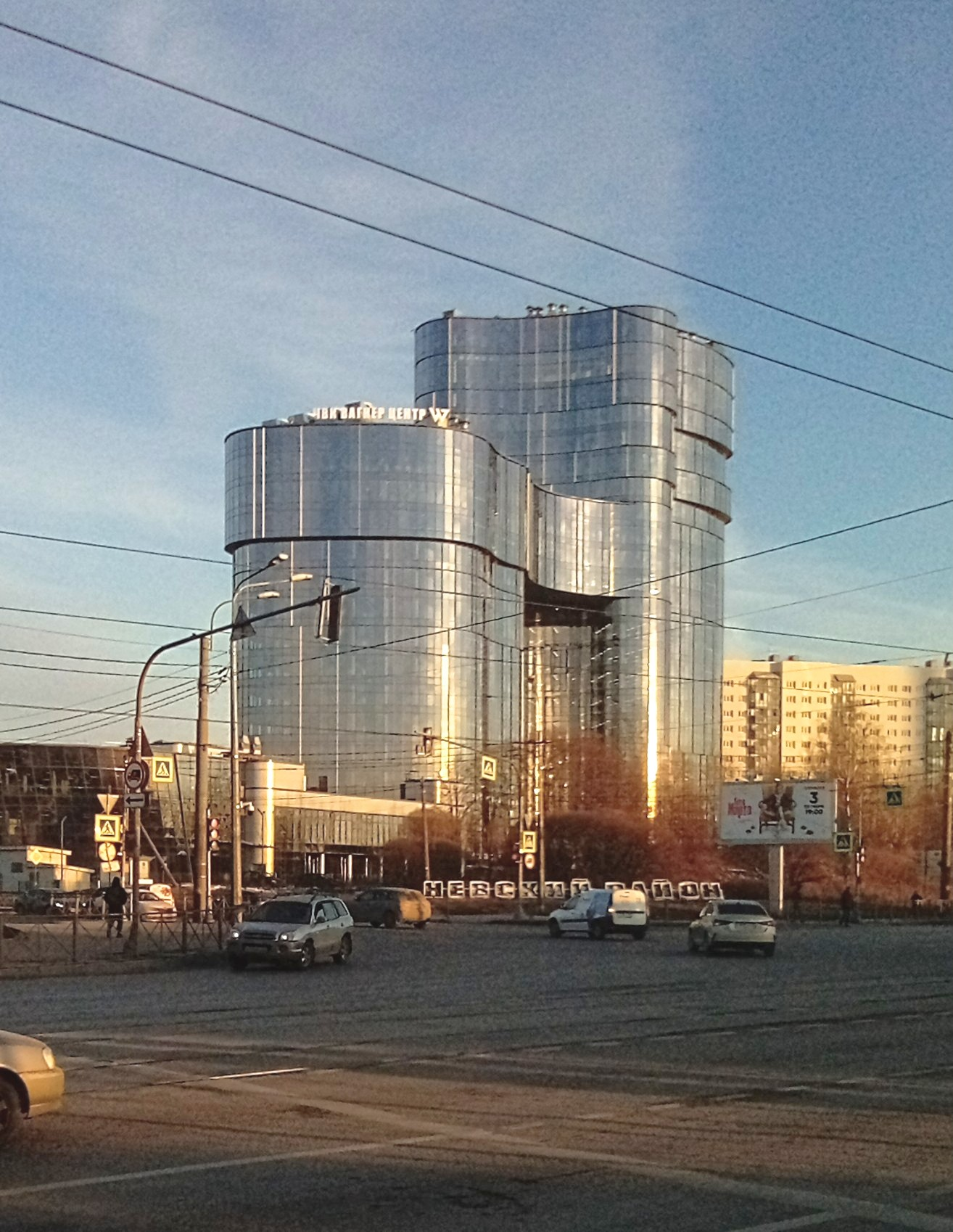
2022年11月4日に開設されたサンクトペテルブルクのワグネル・センター（公式本部、英語：PMC Wagner Center、ロシア語：ЧВК Вагнер Центр）。2023年7月1日、本部機能移転のため看板などが外された。

ワグネル・グループ (ロシア語: Группа Вагнера、グルッパ・ワグネラ) は、ロシアのサンクトペテルブルクに本部を置く、同国の準軍事組織である。民間軍事会社（PMC）、傭兵ネットワーク、「ウラジーミル・プーチンの私兵」とも表現され、ロシア系PMCの先駆けである。創設者はエフゲニー・プリゴジンとドミトリー・ウトキン。
ロシア連邦政府（以下、ロシア政府）は長年存在を否定していたが、シリア内戦やアフリカにおける複数の内戦、ウクライナ侵攻等において、ロシア政府の「裏部隊」としてロシアの権益拡大のために活動してきたとされている。プーチンは2023年6月、ロシア政府がその支援者であったことを認めている。
2023年6月23日、プリゴジンはロシア連邦内において武装蜂起を宣言した（ワグネルの反乱を参照）が、ロシア連邦軍（ロシア国防省）との戦闘を避けるため引き揚げにロシア軍と合意した。
プリゴジンはワグネルの活動が7月1日に停止しなければならなくなったと述べているが、以降の活動などは不透明な情勢である。8月23日に発生したトヴェリ州エンブラエル・レガシー600墜落事故によってプリゴジンと実戦部隊司令官のウトキンらが死亡した。

## 概要
ロシアでは民間軍事会社の設立が禁じられているため、法の枠を越えて活動している。特定のイデオロギーに基づいている訳ではないが、さまざまな要素がネオナチや極右の過激派と強く結びついている。
同社が世界的に注目されるようになったのは、ウクライナのドンバス戦争において、2014年から2015年にかけて、ドネツクおよびルガンスク人民共和国の分離主義勢力を支援したことがきっかけだった。同社の請負業者は、シリア内戦、リビア内戦、中央アフリカ共和国内戦、マリ内戦などの世界中のさまざまな紛争に参加し、しばしばロシア政府と連携する勢力の側で戦っている。ワグネルの工作員は、派遣先で数多くの戦争犯罪を行っているとされている。市民に対するレイプや強盗、契約違反を犯して脱走した兵に対する拷問などがその例である。
ワグネルはロシアの利益のために活動することが多く、ロシア国防省（MoD）から軍事装備を受け取り、訓練のためにMoDの施設を使用しているため、しばしばMoDまたはロシアの軍事情報機関であるロシア連邦軍参謀本部情報総局の事実上の部隊と見なされている。
このグループは、特定の紛争において、ロシア政府が「もっともらしい否認」を行うことを可能にし、ロシアの海外介入による犠牲者の数や財政的コストを国民から隠すために利用されていると推測されている。2022年のロシアのウクライナ侵攻では重要な役割を果たし、他の活動の中でウクライナの指導者を暗殺するために配置され、前線の戦闘のために囚人や受刑者を広く徴用していると伝えられている。2022年12月、米国防総省のジョン・カービーは、ワグネル・グループはウクライナに1万人の契約者、4万人の受刑者を含む5万人の戦闘員を擁していると主張した 。しかし、他の人々は、徴用した囚人の数を2万人以上とし、ウクライナに存在するPMCの全体数は2万人と推定している。
このグループは、プーチン大統領と密接な関係を持つ実業家プリゴジンが所有または資金提供していると認識されてきた。プリゴジンは、ワグネル・グループとの関係を長年否定してきたが、2022年9月に準軍事グループを「創設」したことを認めた。また、2023年6月にはプーチン大統領自身もロシア政府からワグネルおよびプリゴジンの関連企業に資金提供を行ってきたとする演説を行っている。
2023年6月には首都モスクワに進撃を開始し、一時はモスクワまで200kmまで迫った（ワグネルの反乱）。しかしその後蜂起を停止し、プリゴジンの居所は不明となった。ロシア国防省はワグネルの戦闘員の多くが国防省と契約を結んだとしているが、海外の部隊などの処遇は明らかになっていない。

## 起源と指導者
元々、中東やアフリカには2010年初頭からロシアの民間軍事会社が数社進出していたものの、その時点でワグネルはまだ参戦していなかった。
ワグネル・グループは2014年にウクライナに初めて登場し、クリミア併合に参加した。また、2014年にはウクライナのルハンスク地方で、ロシアが支援する分離主義者とともに戦闘を行うなど、活発な活動を行っていた。第一次、第二次チェチェン紛争の兵役経験者、ドミトリー・ヴァレリエヴィチ・ウトキンがこのグループを設立したと伝えられている。ウトキンは2008年か2013年まで、ロシア連邦軍参謀本部情報総局（GRU）の特殊部隊である第2独立旅団第700独立スペツナズ分遣隊の中佐兼旅団長を務めていた 。退役後、2013年からロシア軍の退役軍人たちが設立した民間企業「モラン・セキュリティ・グループ」で働き始め、世界中で警備や訓練任務に携わり、海賊に対する警備を専門に行っていた。同年、モラン・セキュリティ・グループの上級管理職は、内戦下のシリアで「油田やパイプラインを守る」ために請負人をヘッドハンティングする香港のスラヴ軍団の立ち上げに関与していた。ウトキンはスラヴ軍団のメンバーとしてシリアに派遣され、悲惨な任務から生還した。その後、ロシア連邦保安庁は、スラヴ軍団の一部の隊員を違法な傭兵行為で逮捕した。
2021年、フォーリン・ポリシーの報告書は、「ワグネル」の名前の由来は不明であると指摘した。また、グループの名前はウトキン自身のコールサイン「ワグナー」に由来するという説もあり、ドイツの作曲家リヒャルト・ワーグナーにちなんで、ウトキンがナチス・ドイツへの情熱から選んだとされる（ワグナーはアドルフ・ヒトラーのお気に入りの作曲家である）。そのため、彼をネオナチと考える人もおり、エコノミスト誌は、ウトキンがナチスのタトゥーをいくつも入れていると報じている。ワグネル・グループのメンバーは、ウトキンがスラブ土着の信仰者であるロドノヴェリエであると言っている。Radio Libertyは内部関係者の話を引用し、ワグネル・グループの指導者は現代異教徒の新宗教運動であるスラヴ・ネイティヴ・フェイスの信者であると述べている。2017年8月、トルコの新聞Yeni Şafakは、ウトキンは同社の図式的な存在で、ワグネル社の本当のトップは別の人物である可能性があると推測している。
ワグネルの様々な要素が、白人至上主義やネオナチの極右過激派と結びついており、例えばワグネルの公然たる極右・ネオナチのルシッチ部隊や、ワグネルのメンバーが戦場にネオナチの落書きを残していることなどが挙げられる。また、セルビアやノルウェーなどヨーロッパの極右も少数参加しており、アレクサンダル・ブチッチ大統領はワグネルが国民を勧誘して武力紛争に参加させることを「違法行為」として抗議した。
国連大学政策研究センターの上級政策顧問であるエリカ・ガストンは、ワグネル・グループはイデオロギーに基づくものではなく、「ロシアの治安国家と結びついた」傭兵のネットワークであると指摘する。ロシアはこのつながりを否定しており、公式にはこのグループは存在しないとされていた。しかし2023年6月には、プーチン大統領が軍当局者への演説において2022年5月から23年5月にかけて860億ルーブル（約1450億円）余りの資金を政府から提供していると述べ、ワグネルの資金源がロシア政府であったと認める形となった。これらワグネルの活動を裏から国費で支え、アフリカ諸国から得た報酬の一部をキックバックさせていたのがプーチン自身であったと見られている。

### 戦争への参加

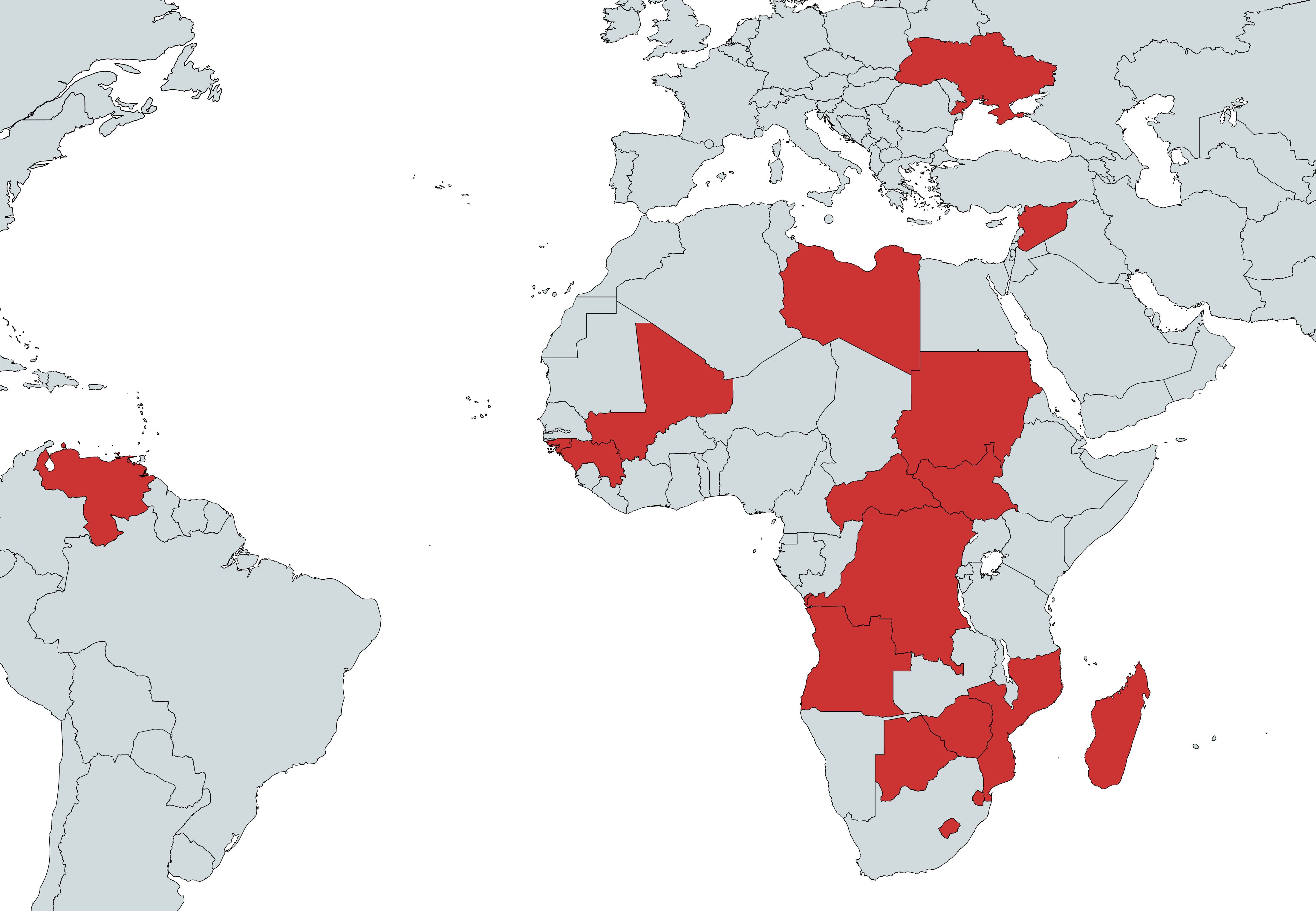
ワグネルの活動区域 (赤色で表示されている)。

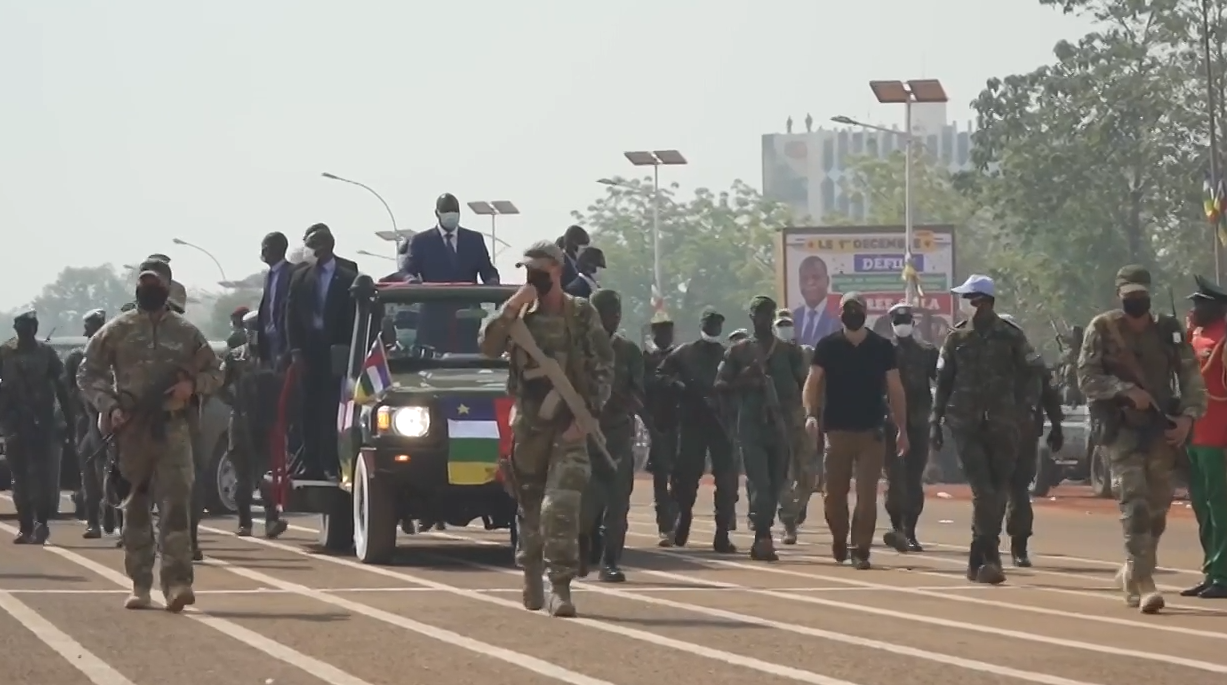
中央アフリカ共和国で活動するワグネルの従業員。

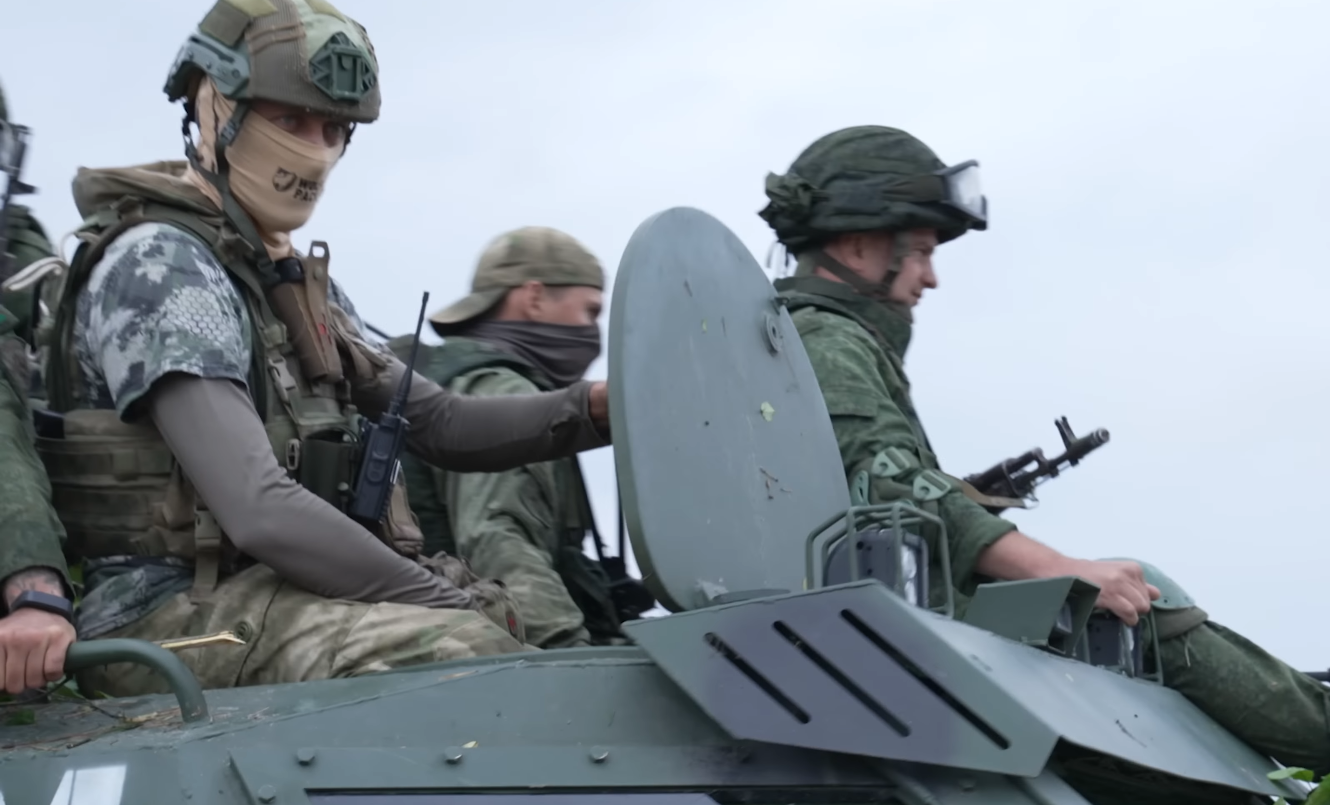
ベラルーシで活動するワグネルの従業員。

2013年にはウクライナ紛争で「ロシア軍がウクライナ領内で活動していない状況を作るため」投入され、2015年シリア内戦においてアサド政権への支援の為に本格的に介入し、ロシア連邦軍が直接介入する前に要員を派遣していた。これらの海外での活動において、GRUより支援・調整を受けているといわれている。
2017年には北アフリカのリビアに部隊を派遣し、東部を支配する「リビア国民軍」を支援。その後はスーダンやモザンビーク、中央アフリカ、西アフリカのブルキナファソなどに部隊を出し、軍隊の訓練や警備のほか、時には反政府勢力との戦闘に加わるなど大きな役割を担ってきた。
2018年以降、ワグネル社は反政府ゲリラとの紛争が発生した中央アフリカ共和国にて政府軍の訓練と支援を行っている。これらの活動は、2016年10月に撤退したフランス軍の役割を埋めるものであった。また、ワグネル社は軍事支援だけでなく複数の子会社を通して鉱山採掘や伐採、輸送船の警備、税関の提供、さらにはウォッカやビールを生産するなど中央アフリカのインフラ事業に介入している。
2020年以降、ワグネル社が軍事クーデターとイスラム勢力の攻勢に揺れるマリ共和国で活動していることが判明。マリ政府とロシア政府は否定しているもののアメリカアフリカ軍（AFRICOM）の司令官は、インタビューにて「ワグネルはロシア軍の支援を受けている。ロシア空軍機が彼らを現地へ移送している」とロシア政府が関与していると示唆。また、フランスの外相は、ワグネルの傭兵がイスラム過激派との闘いを口実にマリ暫定政権を支援していると非難するとともに、「ロシア機で移送されてくる傭兵について、ロシア当局が知らないとしたら驚くべきことだ」と言及している。
2022年ロシアのウクライナ侵攻には、ウォロディミル・ゼレンスキー大統領をはじめとするウクライナ指導者の暗殺作戦（斬首作戦）に投入されたと伝えられている。全体では8,000人が投入されたと見られ、イギリスの調査報道機関ベリングキャットは、作戦失敗により3,000人が戦死したと報じた。同年3月の時点では内戦が続くシリアなどで戦闘経験が豊富な人材の募集が行われたほか、消耗戦の展開となった同年7月には、キルギスなど旧ソビエト連邦構成国などで警備員の求人を装い、月給24万ルーブルの条件で戦闘員を募集していることが伝えられた。同月にはロシア国内の刑務所で囚人を戦闘員として募集していることも伝えられている。
同年8月の時点で、ワグネル社はルハーンシク州セヴェロドネツィク地区ポパスナに拠点を置いていた。ウクライナ側は同月16日までにこの拠点を攻撃して破壊したと発表し、一時はプリゴジンが死亡した可能性も報じられたが、プリゴジンはその後声明を発表し生存が確認された。
同年12月、ワグネル社が北朝鮮から歩兵用のロケットやミサイルを購入したことが報じられた。2023年初頭に中国の企業がワグネルの武器供与要請を拒否したことが報じられた。
2023年4月、プリゴジンは東部ドネツィク州バフムートの戦いで、今後は捕虜を取らずに、ウクライナ兵は全員殺すという方針を発表した。

### ワグネルの反乱
2023年6月、ワグネルは任務完了としてバフムートから撤退を開始したが、プリゴジンはロシア国防省がワグネルの退避ルートに数百個の地雷を仕掛けていたと発表し、国防省を非難した。
6月23日、プリゴジンがSNSに投稿した動画で、以前より批判していたセルゲイ・ショイグ国防相やワレリー・ゲラシモフ軍参謀総長を念頭に「軍幹部の悪事を止めなければならない。抵抗する者はすぐに壊滅させる」と述べ、武装蜂起を宣言した。これに対し、ロシア国防省は「情報による挑発だ」と反発。これに対してロシア連邦保安局（FSB）は、武装反乱の扇動に該当するとして捜査を始めた。ワグネルの部隊はモスクワまで200kmの地点まで迫り、ロシア軍所属の航空機を撃墜するなどしたが、24日に進軍は停止され、占拠していたロストフ・ナ・ドヌからも撤退した。
6月26日、プリゴジンは「（ロシア国防省などの）陰謀と思慮不足の決定により、7月1日に消滅しなければならなくなった」と述べた。
プリゴジンはベラルーシのアレクサンドル・ルカシェンコ大統領の仲介のもとでベラルーシ国内に移ったとされていたが、7月6日にルカシェンコ大統領はプリゴジンがサンクトペテルブルクにいると声明した。
ショイグ国防相はワグネル部隊の構成員の多くは国防省と契約を結んだとしており、ワグネルグループ自体も7月2日から一ヶ月間、戦闘員の新規募集を停止している。
中央アフリカで戦闘に参加しているワグネル戦闘員の間でも動揺が広がり、中央アフリカ政府が否定しているものの、帰国準備を開始したという噂が広まっている。またロシア国防省はアフリカと中東で活動する新たな民間軍事会社を設立し、ワグネルの戦闘員の引き抜きを開始している。7月に中央アフリカで中国大使館の要請と主張して中国人労働者を救出した際は反乱失敗の汚名返上を狙ったものとも報じられた。

### プリゴジンとウトキンの死
8月23日、プリゴジンと実戦部隊司令官のウトキン、ワグネルの輸送部門と民間プロジェクトを担当していたヴァレリー・チェカロフらが乗っていたジェット機が墜落、乗客乗員10名の死亡が発表された。アメリカのシンクタンク戦争研究所（ISW）はロシア空軍が保有するS-300地対空ミサイルによる撃墜だとしており、英国王立防衛安全保障研究所（RUSI）などでもロシア政府が関与した暗殺事件であるという見方をしている。
8月24日、プリゴジンと親しく、反乱以降姿を見せていなかったセルゲイ・スロヴィキン空軍総司令官がプーチン大統領によって解任された。英国王立防衛安全保障研究所のマーク・ガレオッティ上級アソシエイト研究員は、協定の仲介や資金の流れを掌握していたプリゴジンの死によってワグネルが長期的に存続する見込みはなくなったとしている。同日にはポーランドのモラヴィエツキ首相がプリゴジンの代わりにプーチン大統領が指揮を執るようになれば大きな脅威となると指摘した。

### 国家軍への併合
英国防省の調査によると、反乱以降ロシア政府はワグネルに対し直接的な統制を行うようになり、10月下旬の時点でワグネル構成員の多くがプリゴジンの息子パヴェルが指揮するロシア国家親衛隊の師団に吸収され、また、チェチェン共和国の特殊部隊「アフマト」に170人が加入した。それ以外は「ルドュート」という他のPMCに移籍し、「ルドュート」の兵力は7000人に拡大したという。また、ワグネルのアフリカでの事業を引き継ぐロシア国防省傘下の「アフリカ部隊」に加入した者もおり、ブルキナファソに最初に派遣されたメンバーの100人中半数は元ワグネルとされる。

## 活動歴
- ウクライナ紛争（ドンバス戦争）における親ロシア派への支援
- シリア内戦におけるバッシャール・アサド政権への支援
- スーダンにおけるオマル・アル＝バシール政権への支援[94]
- 2014年リビア内戦におけるハリファ・ハフタル率いるリビア国民軍（LNA）への支援[95][96]（傭兵に加え戦闘機を投入した可能性もある）[97]
- 中央アフリカ共和国の内戦における政府支援
- ベネズエラにおけるニコラス・マドゥロ政権への支援
- 2020年ベラルーシ大統領選挙への介入疑惑[98]
- 2022年ロシアのウクライナ侵攻でのウォロディミル・ゼレンスキー大統領の暗殺未遂[99]。

## 関与した戦闘と損害
| 戦い                        | 期間                        | ワグネル死傷者数                                | 備考 |
| --------------------------- | --------------------------- | ----------------------------------------------- | --- |
| ドンバス戦争                | 2014年6月～2015年10月       | 30～80人死亡                                    | ウクライナ保安庁は、ルハンスク国際空港での戦闘（15人）とデバルツェヴェの戦い（21人）で36人のPMCが殺害されたと主張した。 空港の戦闘で死亡した者のうち4人は、近くのフリャシチェバトエ村で殺害された。 |
| シリア内戦                  | 2015年9月～2017年12月       | 151–201 死亡 900+ 負傷                          | CITは、2015年10月から2017年12月中旬の間に少なくとも101人が殺害されたと控えめに報告した。 CITの創設者は、死者数は少なくとも100～200人と述べ、別のCITブロガーは、少なくとも150人が死亡し、900人以上が負傷したと述べている。 Fontankaは、2017年12月中旬までに少なくとも73人が死亡し、そのうち40～60人が2017年の最初の数カ月の間に死亡したという控えめな推定を報告した。 元PMCの将校は、2016年8月末までに100人を下らない死者が出たと述べている。 2017年12月下旬には、さらに1人のPMCが死亡した。                                |
| シリア内戦 – ハシャムの戦い | 2018年2月7日                | 14–64 死亡(確定) 80–100 死亡(推定) 100–200 負傷 | ウクライナ保安庁は80人が死亡、100人が負傷したと主張し、死者のうち64人の名前を挙げた。 ワグネルと関係のある情報筋とロシア軍医は、死者80～100人、負傷者200人と主張した。 ロシア人ジャーナリストは20～25人が死亡したと見ており、同様にCITは合計20～30人が死亡したと推定している。 ノヴァヤ・ガゼタ紙は13人死亡と報じ、バルト海別働隊コサック地区のアタマは15～20人以下と述べた。 ワグネルの指揮官は、死者数はせいぜい14、15人とした。                                                                                         |
| シリア内戦                  | 2018年5月～現在             | 17 死亡                                         | さらに、ロシアの民間軍事会社「ルドゥート」に所属するPMC3人も2019年6月中旬に死亡した。3人のうち2人は元ワグネルのメンバーだった。 |
| 中央アフリカ共和国内戦      | 2018年3月～現在             | 33 死亡                                         | |
| スーダン革命                | 2018年12月～2019年1月       | 2 死亡                                          | |
| カボ・ベルガド州での暴動    | 2019年9月～2020年3月        | 11 死亡                                         | |
| 第二次リビア内戦            | 2019年9月–現在              | 21–48 死亡                                      | ロシアのブロガー、Mikhail Polynkovは、2020年4月初旬までに100以上のPMCが死亡したと主張した。しかし、これは外部から確認されていない。 |
| マリ内戦                    | 2021年12月～2025年6月       | 1 死亡 (確定)                                   | 2022年1月と3月の2回の事件で、さらにロシア人の「傭兵」1人とロシア人とされる「外国人兵士」2人の死亡も報告された。 2025年6月にロシア軍アフリカ部隊と交代し撤退した。 |
| ロシアのウクライナ侵攻      | 2022年2月24日–現在          | 748 死亡 (確定) 800–4,100+ 死亡 (推測)          | MediazonaとBBC News Russianは、458人の囚人を含む748人のPMCの死亡を名指しで確認した。この数字には、囚人だけでなく、元ワグネル指揮官をメンバーに持つPMC「ルドゥート」のメンバーも含まれている可能性がある。 ウクライナのNGO CCHTは、11月初旬までに800人から1000人のワグネルPMCが殺害されたと推定しているが、米国の推定では、2023年1月初旬の時点で4100人以上、うち1000人は11月下旬から2022年12月初旬までに殺害されたとしている。 BBC News Russianによると、侵攻時のワグネル・グループの損失について、信頼できるデータはない。 |
| バフムートの戦い            | 2022年8月1日–2023年5月24日  | 2万+ 死亡 (確定) 1万 負傷 (確定)                | プリゴジンは5月23日のインタビューにおいてバフムートにおけるワグネルの損害を公表している。戦闘員として採用した約5万人の受刑者のうち約2割が戦闘で死亡し、ほかの形で契約した戦闘員もほぼ同数が死亡、1万人の負傷者が発生したとしている。 |
| ワグネルの反乱              | 2023年6月23日–2023年6月25日 | 不明                                            | ロシア軍のヘリコプターや軍用機の撃墜。またプーチン大統領もパイロットに死亡者が出たことを認めている |

## 戦争犯罪の疑い・経済制裁
シリアや中央アフリカ共和国の政府など、一部の同盟勢力からは歓迎されているが、ワグネル・グループの戦闘員は、派遣先で戦争犯罪の嫌疑をかけられている。これらの嫌疑には、民間人に対する強姦や略奪が含まれており、また、脱走兵を拷問にかけている映像が公開されたこともある。特にマリと中央アフリカでの活動は文字通り「死と破壊」を伴うもので、民間人の大量虐殺への関与も疑われている。
中央アフリカ共和国での内戦でワグネル社を取材しようとしたジャーナリストが死亡しており、彼らが暗殺に関与した疑いがある。ワグネル・グループは2018年に同国のンダシマ金鉱など鉱山の採掘権を取得し、年間10億ドルの収益を得ていると見られる。同国は、無人航空機の上空通行許可を国連平和維持軍に与えることを拒否しており、無人航空機のいくつかに軍が発砲している。同国内でワグネル・グループが支配力を獲得しつつある兆候であると伝えられている。2010年にンダシマ鉱山に戦闘員を派遣し、2021年2月には鉱山近くのバンバリで反政府勢力や住民を追い出すため民間人への無差別攻撃（即決殺人、強姦や拷問、家屋の放火）を行った。生存者の病院への搬送も妨害している。
2021年12月13日、欧州連合（EU）はワグネルなど3社と創業メンバーである元GRU将校らへの経済制裁を発動。プリゴジンの活動にはロシア企業だけでなく、香港の企業も支援しているとされ、アメリカ合衆国財務省は香港の企業にも経済制裁を行っている。
2022年7月には、ロシア国内の刑務所（サンクトペテルブルク、ヤブロネフカ、オブホヴォ、シャフティ、クラスノダール地域など）で囚人をウクライナでの戦闘員として募集していることが伝えられた。囚人の家族からの訴えやその時期に釈放された元受刑者・刑務所職員からの告発がメディアや人権擁護者のもとに寄せられており、「6ヶ月間、戦闘（または地雷除去）に参加した後の恩赦」「月給20万ルーブルの支給」「文書、バッジ、IDは発行されない」「遺体は家族に返さない」などの条件での募集であるという。
ロシアの受刑者支援団体の調査では、約3,000人の囚人兵が、10日間から2週間の訓練で前線に投入され、ほぼ全員が戦死した。
ウクライナ側の兵士の証言として、未経験の囚人兵を危険な索敵に意図的に用いていることが伝えられている。
また、訓練無しで前線に連れて行き、脅迫・拷問を行っているとの報告が寄せられている。
同年11月1日、「戦争の武器として民間人に対するテロを使用することで、故意に危害や苦痛を与えた」として、イギリスの法律事務所がウクライナ人に代わり、プリゴジンとワグネル・グループに対して英国の裁判所で訴訟を起こしたことが報じられた。同月12日には、ワグネル・グループに近いと言われているTelegramチャンネルGreyZoneが、ワグネル・グループが元囚人を超法規的に処刑する動画を投稿した。欧州議会がロシアをテロ支援国家に指定する決議案を可決した同月23日、戦争賛成のTelegramチャンネル｢CYBER FRONT Z｣に動画がアップロードされた。ヘッドに「PMC Wagner」と刻印され、柄に血痕を模した塗装を施した大型ハンマーが入った楽器ケースが撮影されており、12日に公開された超法規的処刑を改めて示しているものと見られる。
2023年1月12日、元隊長がムルマンスク地域からノルウェーに越境し、不法通過の罪で逮捕された、司法当局に越境に至った事情を全て説明し、政治亡命を求めた。この人物は前年11月に超法規的処刑をされた囚人兵の指揮官で、ワグネル・グループが行った戦争犯罪について証言を申し出たことから、ノルウェー当局は安全確保のため警備を強化したという。
同年1月26日、アメリカ合衆国政府はワグネル・グループを国際犯罪組織に指定し、ロシア国内や中国の企業など関連する6個人と12団体に制裁を科すと発表した。アメリカ国内の資産を凍結し、米国人との取引を禁止する。